# 八叛逆

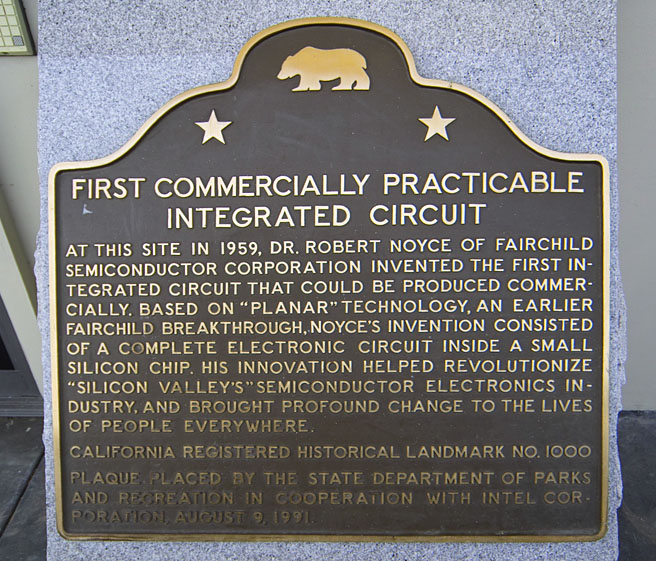
位於快捷半導體公司大廈外的歷史性標記，這裡就是八叛逆設立廠房並發明第一個商業實用集成電路的地方

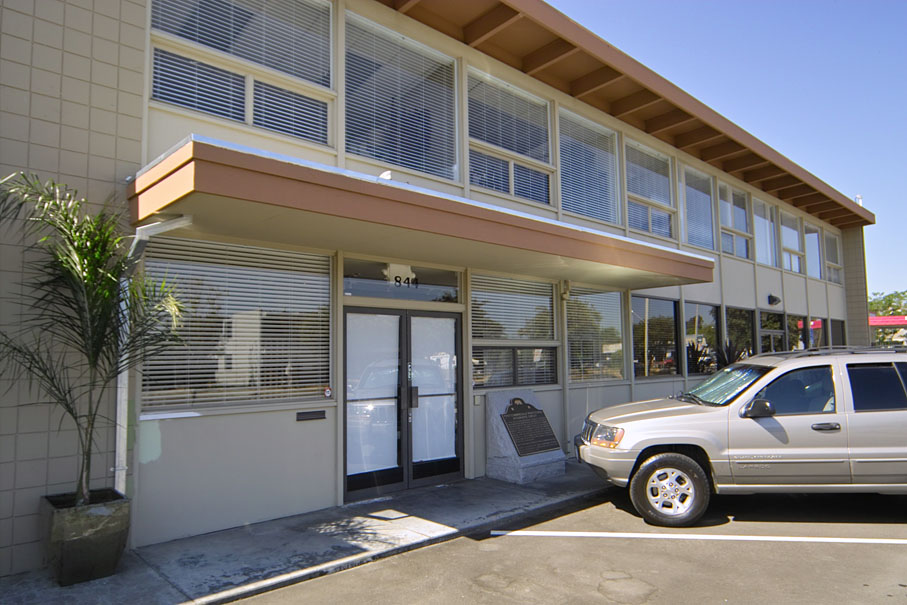
快捷最初的老辦公室，位于美國加州帕羅奧圖Charleston路844号

八叛逆（英語：Traitorous eight）是指罗伯特·诺伊斯（Robert Noyce）、戈登·摩尔（Gordon Moore）、朱利亚斯·布兰克（Julius Blank）、尤金·克莱尔（Eugene Kleiner）、金·赫尔尼（Jean Hoerni）、杰·拉斯特（Jay Last）、谢尔顿·罗伯茨（Sheldon Roberts）和维克多·格里尼克（Victor Grinich）這八位半導體工程師暨科學家。
1955年，「晶體管之父」威廉·蕭克利（William Bradford Shockley Jr.）離開貝爾實驗室，創建肖克利半導體實驗室，他吸引了很多富有才華的年輕科學家加盟。但是很快，蕭克利的管理方法和怪異行為引起員工的不滿。其中上述的八人決定一同辭職，他們因此被蕭克利稱為“八叛逆”。八人接受位於紐約的仙童攝影器材公司的資助，於1957年創辦快捷半导体。

## 外部連結
- 1999 Computerworld interview with Eugene Kleiner, Julius Blank and Jay Last（页面存档备份，存于）
- The Accidental Entrepreneur, (Gordon E. Moore): From Caltech to Intel（页面存档备份，存于）
- Transistorized! (PBS)（页面存档备份，存于）